# Пыткин, Алексей Петрович
Алексей Петрович Пыткин (1920 — 2001) — советский военный. Участник Великой Отечественной войны. Герой Советского Союза (1944). Подполковник. Почётный гражданин города Талдома (1977).

## Биография
Алексей Петрович Пыткин родился 20 февраля 1920 года в деревне Костино Калязинского уезда Тверской губернии РСФСР в крестьянской семье. Русский. Окончил пять или семь классов школы и школу фабрично-заводского ученичества при Савёловском механическом заводе. Трудовую деятельность начал слесарем в артели «Красный металлист» в Талдоме. Через полтора года Алексея Петровича избрали в правление Талдомской райпромстрахкассы. В 1938 году А. П. Пыткин по комсомольской путёвке был направлен на строительство Рыбинского гидроузла. Работал слесарем, затем десятником на строительстве плотины.
В ряды Рабоче-крестьянской Красной Армии А. П. Пыткин был призван Рыбинским районным военкоматом Ярославской области в ноябре 1940 года. Срочную службу проходил в составе 31-й стрелковой дивизии Закавказского военного округа. В июне 1941 года Алексей Петрович окончил школу младших командиров. В действующей армии сержант А. П. Пыткин с сентября 1941 года. В боях с немецко-фашистскими захватчиками участвовал с 13 октября 1941 года на Южном фронте в должности командира отделения 104-го отдельного сапёрного батальона 31-й стрелковой дивизии. Боевое крещение принял под городом Таганрогом. Отступал с боями к Дону, затем участвовал в Ростовской операции, в ходе которой немецко-фашистские войска были отброшены за реку Миус. До лета 1942 года Алексей Петрович сражался на линии немецкой обороны Миус-фронт. За это время он трижды водил небольшие группы сапёров за линию фронта для ведения минной войны и проведения диверсий. 6 марта 1942 года сержант Пыткин с шестью бойцами своего отделения в районе хутора Крепаки проник на два километра вглубь территории, занятой противником. Сапёры заминировали дорогу и подходы к блиндажам, установив 22 противопехотные мины и 4 мины-сюрприза. 21 апреля он вновь перешёл линию фронта с группой сапёров и заминировал дорогу Русское — Густафельд. При возвращении группа была обнаружена и попала под интенсивный пулемётный огонь, но сержант Пыткин сумел вывести бойцов на свою территорию без потерь. 10 мая группа сапёров под командованием А. П. Пыткина произвела в немецком тылу минирование дороги Берестово — Новобахмутский.
После поражения Юго-Западного фронта в Харьковской операции войска Южного фронта отошли за Дон, а после его расформирования были переданы в состав Северо-Кавказского фронта. С августа 1942 года старший сержант А. П. Пыткин на Северо-Кавказском и Закавказском фронтах сражался в Битве за Кавказ. Алексей Петрович участвовал в Туапсинской оборонительной операции, в составе своего подразделения оборонял Главный Кавказский хребет. В январе 1943 года советские войска на Северном Кавказе перешли в наступление. Во время Краснодарской наступательной операции А. П. Пыткин со своим отделением осуществлял инженерное сопровождение стрелковых частей своей дивизии, проделывая проходы в минных полях и проволочных заграждениях противника, обеспечивая переправу подразделений через водные преграды, расчищая дороги, а также проводил диверсии во вражеском тылу. Алексей Петрович принимал непосредственное участие в освобождении Нефтегорска и Краснодара. В апреле 1943 года 31-я стрелковая дивизия была переброшена в Степной военный округ, где начала подготовку к летнему наступлению Красной Армии. В период оперативной паузы А. П. Пыткин окончил краткосрочные курсы младших лейтенантов и был назначен на должность командира сапёрного взвода 104-го отдельного сапёрного батальона. Летом 1943 года дивизия в составе 46-й армии была передана Юго-Западному фронту. В июле 1943 года дивизия была усилена танковыми подразделениями и батальоном самоходных артиллерийских установок и начала выдвижение к линии фронта. Инженерное сопровождение батальона САУ осуществлял взвод младшего лейтенанта А. П. Пыткина. По дороге самоходы упёрлись в глубокий овраг, преодолеть который без помощи сапёров было невозможно. Алексей Петрович получил приказ построить мост для пропуска тяжёлой техники, но в голой степи строительный материал взять было негде. Пришлось разобрать ветхий дом на ближайшем хуторе. Конструкция получившегося сооружения показалась самоходчикам ненадёжной, и чтобы доказать её прочность Пыткин встал под мост. «Если мост не выдержит, не надо будет тебя расстреливать» — заметил комдив и отдал приказ о начале переправы. Мост оказался прочным, и самоходы благополучно преодолели преграду. В августе — сентябре 1943 года на Юго-Западном и Степном фронтах А. П. Пыткин участвовал в Донбасской операции. В этот период Алексей Петрович с группами сапёров-разведчиков неоднократно проникал за линию фронта, минировал пути отступления противника, устраивал диверсии на его коммуникациях, уничтожал обозы и мелкие группы немцев. 20 сентября 1943 года во время одной из таких диверсионных вылазок в районе селе Перещепино группа Пыткина истребила небольшой отряд неприятеля во главе с немецким обер-лейтенантом и захватила ценные документы, среди которых оказалась карта с указаниями расположения немецких частей и их штабов. Особо отличился младший лейтенант А. П. Пыткин при форсировании Днепра и в боях за плацдарм на его правом берегу, получивший название Аульского.
25 сентября 1943 года передовые части 46-й армии вышли к Днепру и в ночь на 26 сентября форсировали водную преграду и заняли плацдарм у села Сошиновка Верхнеднепровского района Днепропетровской области Украинской ССР. Ночью 28 сентября на захваченный плацдарм началась переброска основных сил 31-й стрелковой дивизии. Двое суток под ураганным огнём противника младший лейтенант А. П. Пыткин работал командиром десантного пункта переправы, обеспечивая переброску на правый берег Днепра стрелковых частей. Когда требовала ситуация, Алексей Петрович сам садился за вёсла, заменяя выбывших из строя гребцов. 30 сентября подразделения 31-й стрелковой дивизии начали наступление на село Аулы. Противник оказывал яростное сопротивление и постоянно переходил в контратаки. С целью прикрытия левого фланга стрелкового полка в бой был брошен сапёрный взвод младшего лейтенанта Пыткина. Сапёры отразили пять вражеских контратак, уничтожив до 120 военнослужащих вермахта. Младший лейтенант Пыткин в ходе боя лично истребил 18 солдат неприятеля, а также вынес из-под огня противника тяжело раненого командира роты связи капитана А. Л. Шварцмана. Когда из строя выбыл командир соседней стрелковой роты, Алексей Петрович принял командование ротой на себя. Подняв пехотинцев и сапёров в атаку, он личным примером увлёк их за собой и штыковым ударом выбил немцев с занимаемых рубежей. Героические действия младшего лейтенанта Пыткина обеспечили успех наступления стрелкового полка. За образцовое выполнение боевых заданий командования на фронте борьбы с немецкими захватчиками и проявленные при этом отвагу и геройство указом Президиума Верховного Совета СССР от 22 февраля 1944 года младшему лейтенанту Пыткину Алексею Петровичу было присвоено звание Героя Советского Союза.
Осенью — зимой 1943 года войска 3-го Украинского фронта в рамках второго этапа Битвы за Днепр провели Днепропетровскую наступательную операцию по расширению и объединению плацдармов на правом берегу Днепра. С 3 декабря 1943 года 31-я стрелковая дивизия действовала на 2-м Украинском фронте и принимала участие в Кировоградской операции. К февралю 1944 года А. П. Пыткину было присвоено звание лейтенанта. Алексей Петрович отличился в ходе Корсунь-Шевченковской операции. Во время окружения шестидесятитысячной группировки немецко-фашистских войск в районе Корсунь-Шевченковского взвод Пыткина действовал в качестве танкового десанта, обеспечивая продвижение бронетехники вперёд. В ночь с 3 на 4 февраля 1944 года группа танкистов и сапёров смелым и стремительным манёвром вышла к реке Ольшанка у села Вязовок. Алексей Петрович со своими бойцами захватил переправу через реку, и закрепившись на левом берегу, обеспечил проход танков. Группа из двенадцати бойцов под командованием Пыткина осталась на реке для обустройства и охраны переправы. Ночью 5 февраля она была атакована превосходящими силами противника. В течение десяти часов сапёры вели бой, отразив 5 атак врага, и удержали переправу до подхода стрелковых подразделений. В бою лейтенант Пыткин лично уничтожил 11 немецких солдат.
В ходе дальнейшего наступления 2-го Украинского фронта А. П. Пыткин в составе своего подразделения освобождал Правобережную Украину и Молдавию, приняв участие в Уманско-Ботошанской и Ясско-Кишинёвской операциях, форсировал реки Горный Тикич, Южный Буг, Днестр и Реут. 5 сентября 1944 года 52-я армия, в состав которой входила 31-я стрелковая дивизия, была выведена в резерв Ставки Верховного Главнокомандования, а в октябре 1944 года передана в резерв 1-го Украинского фронта. В двадцатых числах декабря 1944 года подразделения армии были введены на Сандомирский плацдарм. Перед началом Сандомирско-Силезской операции сапёры 104-го отдельного сапёрного батальона, в том числе и взвод лейтенанта А. П. Пыткина, проделали большую работу по снятию минных заграждений в районе Шидлува. В ходе начавшегося 14 января 1945 года наступления войск 1-го Украинского фронта части 52-й армии прорвали сильно укреплённую и глубоко эшелонированную оборону противника и обеспечили ввод в прорыв 3-й гвардейской танковой армии. Вместе с танкистами первыми на рубеж реки Ниды вышли сапёры 104-го отдельного сапёрного батальона. Выполняя задачу по разминированию мостов, захваченных в результате стремительного наступления, лейтенант А. П. Пыткин был серьёзно ранен в руку и на два месяца выбыл из строя. После лечения в госпитале Алексей Петрович получил звание старшего лейтенанта и вернулся в свою часть. На заключительном этапе войны он участвовал в Берлинской и Пражской операциях. Боевой путь он завершил 11 мая 1945 года недалеко от Праги.
После окончания Великой Отечественной войны А. П. Пыткин продолжил службу в вооружённых силах СССР. В 1947 году он окончил курсы усовершенствования офицерского состава при Ленинградском военно-инженерном училище. Служил в инженерных частях Советской Армии. Перед увольнением в запас в 1957 году Алексей Петрович вновь окончил КУОС, получил звание подполковника. После увольнения из армии он жил в Москве. Окончив в 1964 году Московский архитектурно-строительный техникум, до выхода на пенсию работал на московских стройках. Скончался Алексей Петрович 13 июня 2001 года после тяжёлой болезни в Главном военном клиническом госпитале имени Н. Н. Бурденко. Похоронен в Москве на Троекуровском кладбище.

## Награды и звания
- Медаль «Золотая Звезда» (22.02.1944);
- орден Ленина (22.02.1944);
- два ордена Отечественной войны 1-й степени (04.04.1944; 11.03.1985);
- два ордена Красной Звезды (20.10.1943; ?);
- медали, в том числе:
  - медаль «За отвагу» (08.06.1942);
  - медаль «За боевые заслуги»;
- почётный гражданин города Талдома (1977)[8].

## Документы
- Общедоступный электронный банк документов «Подвиг Народа в Великой Отечественной войне 1941—1945 гг.» Дата обращения: 22 августа 2013. Архивировано из оригинала 13 марта 2012 года.

Представление к званию Героя Советского Союза.
Указ Президиума Верховного Совета СССР о присвоении звания Героя Советского Союза.
30714535 Орден Отечественной войны 1-й степени (наградной лист и приказ о награждении).
Орден Отечественной войны 1-й степени (информация из карточки награждённого к 40-летию Победы).
Орден Красной Звезды (наградной лист и приказ о награждении).
Медаль «За отвагу» (наградной лист и приказ о награждении).